# Кізі Еджелл
Кізі Еджелл  (нар. 15 серпня 2002) — англійська акторка. Вона найбільш відома своєю ролю Дарсі Олссон в підлітковому серіалі Netflix Коли завмирає серце (2022–тепер).

## Раннє життя
Еджелл народилася 15 серпня 2002 року, у Вондзверт, Південний Лондон. Вона відвідувала школа Орлеан Парк і вивчала психологію, перш ніж почати акторську діяльність.

## Кар'єра
Еджелл дебютувала на телебаченні, зігравши роль Дарсі Олссон, лесбійського персонажа, у підлітковому серіал Netflix Heartstopper, адаптації коміксу Alice Oseman. Її персонаж є романтичним інтересом персонажа Корінни Браун Тари Джонс. Прем'єра першого сезону відбулася в 2022 році. Еджелл разом з іншими провідними акторами «Heartstopper» була представлена на обкладинці Attitude.

## Особисте життя
Еджелл раніше вважав небінарним і використовувала включно займенник вони. У 2023 році він виступив Вихід із шафи як трансмаскулінний і незвичайний, і використовує займенники як він/його, так і вони/їх.

## Фільмографія
| Роки      | Назва                             | Роль         | Примітки     |
| --------- | --------------------------------- | ------------ | ------------ |
| 2022–2024 | Heartstopper                      | Дарсі Олссон | Головна роль |
| 2023      | Tudum: A Netflix Global Fan Event | себе         |              |